# Biserica de lemn din Pleșcuța

Biserica de lemn din Pleșcuța, Arad, 1926

Biserica de lemn din Poienari, județul Arad a fost folosită până în anul 1926 cand a început construirea unei alte biserici de lemn și avea hramul Cuvioasa Paraschiva.